# Arago-Hotspot
Der Arago-Hotspot ist der älteste Hotspot im Pazifischen Ozean. Er befindet sich unterhalb des Arago-Seamounts in der Nähe von Rurutu in den Australinseln Französisch-Polynesiens. Seine Aktivität reicht rund 120 Millionen Jahre zurück ins Aptium.

## Bezeichnung
Benannt wurde der Arago-Hotspot nach dem Schiff Arago der französischen Marine, deren Besatzung ihn im Jahr 1993 entdeckt hatte. Das Schiff trägt den Namen des französischen Astronomen François Arago. Die Polynesier wussten um die Existenz des in einer Wassertiefe von 27 Meter liegenden Seamounts, den sie als Tinomana bezeichneten. Zuvor war der Hotspot auch noch als Rurutu-Hotspot bekannt – ein irreführender Terminus, da mit ihm auch eine ältere Vulkankette bezeichnet worden war, deren Beginn bei Raivavae lag.

## Geologische Einführung

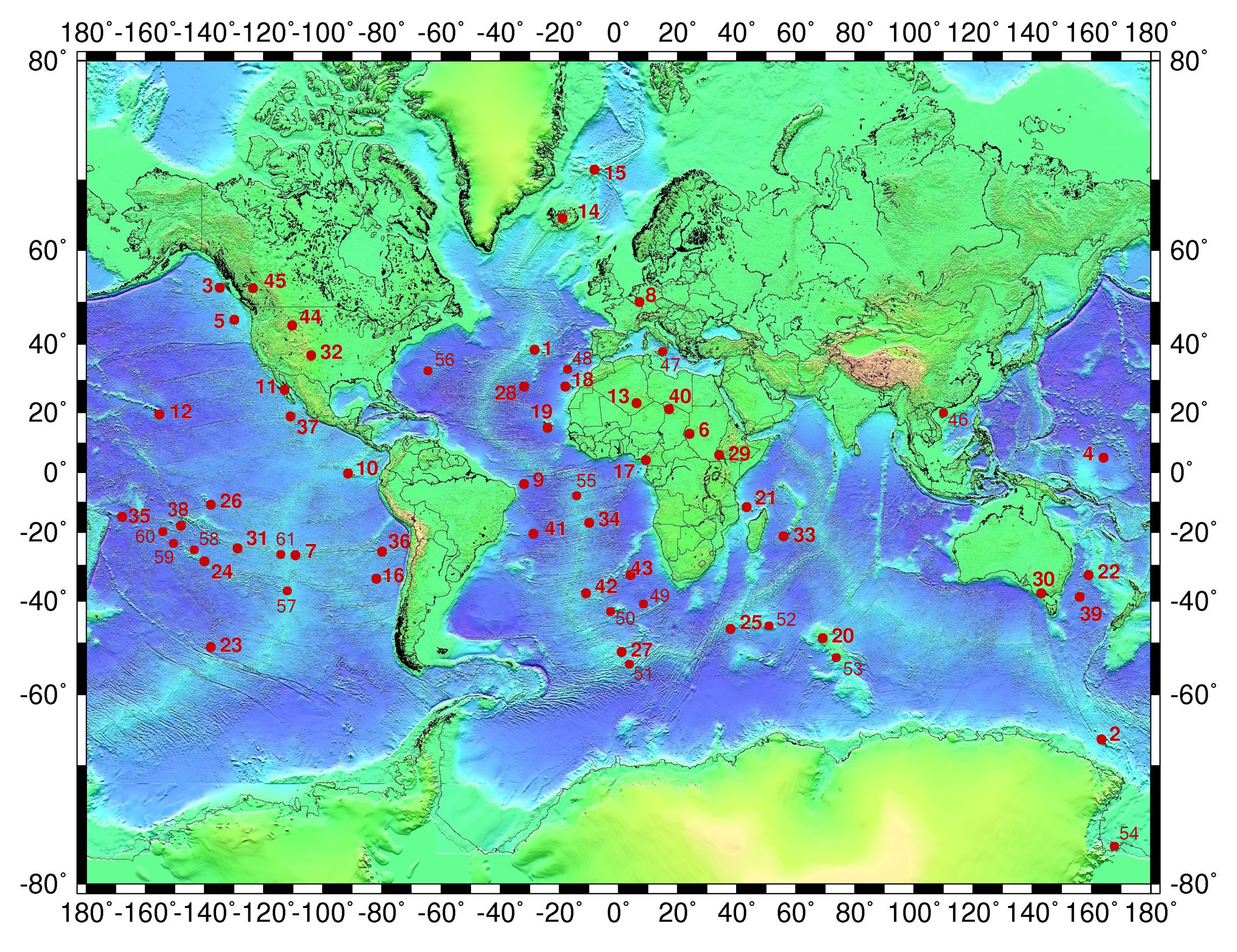
Karte mit den Hotspots der Erde. Der Arago-Hotspot ist #59.

Der Arago-Hotspot gehört zu einer Gruppe von Hotspots im südlichen Pazifik, darunter der Society-Hotspot und der Macdonald-Hotspot. Hotspots sitzen zwar in der Erdkruste, dennoch sind sie sehr tief angelegte Strukturen, die durch Manteldiapire verursacht werden und sich an der Oberfläche als Vulkane manifestieren. Der Ursprungsherd des Arago-Hotspots dürfte aber im Oberen Mantel liegen und somit vergleichsweise seicht sein.
Durch die Bewegung der Pazifischen Platte über den Hotspot entfernt sich das entstandene Vulkangebäude von seinem Magmenherd und ein neuer Vulkan tritt an seine Stelle. Durch die Plattenbewegung kann es auch vorkommen, dass ein bereits bestehender älterer Vulkan über den Hotspot gleitet und dann herausgehoben wird. Dies ereignete sich beispielsweise in Rurutu.
Der Arago-Hotspot ist direkt verantwortlich für die Entstehung des rezenten Arago-Seamounts und für die Hebung von Rurutu. Plattenrekonstruktionen der letzten 120 Millionen Jahre zeigen jedoch, dass auch noch einige andere Inseln und Seamounts auf den Arago-Hotspot zurückgehen dürften. Darunter fallen sehr wahrscheinlich Tuvalu, die Gilbertinseln, die Ratak-Kette der Marshallinseln sowie Teile der Australinseln und der Cookinseln.

## Geographische Lage und allgemeine Geologie

Die Inselwelt Französisch-Polynesiens

Der nach dem gleichlautenden Tiefseeberg benannte Arago-Hotspot befindet sich 130 Kilometer südöstlich von Rurutu. Er kommt auf dem so genannten South Pacific Superswell zu liegen – ein 3.000 × 3.000 Kilometer messendes Gebiet des Südpazifiks, das den restlichen Ozean um durchschnittlich 700 Meter überragt. Diese Hochregion sitzt wahrscheinlich über einem riesigen Manteldiapir, der bis zur Mantel-Kerngrenze herabreichen dürfte, sich seinerseits wiederum in sekundäre Plumes aufspaltet und sich dann in der ozeanischen Kruste als mehrere Hotspots zu erkennen gibt. Zum South Pacific Superswell gehören neben dem Arago-Hotspot der Macdonald-Hotspot, der Marquesas-Hotspot, der Pitcairn-Hotspot und der Society-Hotspot. Sehr tiefgründig dürften nur der Macdonald-Hotspot und der Society-Hotspot sein. Der Vulkanismus im Superswell-Gebiet lässt aber im Detail nach wie vor viele Fragen offen.
Der Arago-Seamount zählt zur vulkanischen Kette der Austral- und Cookinseln. In dieser rund 2.200 Kilometer langen Kette, bestehend aus zwei Atollen und elf Inseln, lassen sich zwei sehr unterschiedliche Richtungen erkennen. Unter ihren Vulkanen ist als einziger nur noch der Macdonald-Seamount aktiv. Die radiometrischen Alter der Vulkaninseln folgen in etwa einem regelmäßigen Trend. Die jüngeren Alter von Aitutaki und Rurutu sowie ihre abweichende chemische Zusammensetzung deuten aber darauf hin, dass auch noch ein anderer Hotspot zugegen sein muss.
Der Arago- und auch andere Hotspots sind wahrscheinlich keine tiefen Manteldiapire, sondern wesentlich seichtere Strukturen, die petrologisch von der Lithosphäre beeinflusst werden. Für diese Annahme spricht das Fehlen eines untermeerischen Plateaus, das gewöhnlich von tiefen Plumes gebildet wird. Ursprungsherd des Arago-Hotspots dürfte der Obere Mantel sein. Auswertungen der Magnitude von seismischen Geschwindigkeitsanomalien (sowie ihres Vorzeichens) unterhalb des Arago-Seamounts sind widersprüchlich. Eine seismische Tomographie aus dem Jahr 2009 konnte bis zu einer Tiefe von 100 Kilometer nur eine schwache Anomalie ausmachen, fand aber keine Hinweise für eine tiefergehende Mantelwurzel. Zurzeit sind der Arago- und der Macdonald-Hotspot die einzigen verbürgt aktiven Hotspots in den Australinseln. Der für Rarotonga verantwortliche Hotspot ist möglicherweise ebenfalls noch tätig. Weitere Hotspots in der Umgebung sind Tubuai, die Taukina-Seamounts und die Ngatemato-Seamounts.

## Beschreibung des Seamounts
Der Arago-Seamount ist ein Kompositvulkan, der vergleichbar mit Rurutu, drei Riftzonen aufsitzt. Er setzt sich aus drei individuellen Vulkanen zusammen, bei denen einer die beiden anderen überlappt. Eine Kalium-Argon-Datierung erbrachte Alter von 230.000 ± 4.000 Jahren BP (Pleistozän) sowie ein rezentes Ergebnis. Die unterlagernde ozeanische Kruste ist hier rund 80 Millionen Jahre alt und stammt aus dem Campanium.
Wie bei so vielen untermeerischen Vulkanen haben auch am Arago-Seamount Massenbewegungen stattgefunden, erkennbar an Abrisskanten auf der Nord-, Ost- und Westflanke. Sein sehr junges pleistozänes Alter deutet darauf hin, dass der Seamount aus einem Hotspot hervorgegangen ist. Im Unterschied zum Macdonald-Seamount sind aber am Arago-Seamount keine historischen Vulkanausbrüche bekannt.
Möglicherweise haben auch noch andere Hotspots zum Aufbau des Kompositvulkans beigetragen.
Isotopenanalysen von 8,2 Millionen Jahre alten Gesteinsproben des Arago-Seamounts lassen eine genetische Beziehung zum Hotspot von Raivavae und zum Hotspot der Präsident-Thiers-Bank vermuten. Andere Vulkane in der Nachbarschaft zeigen ebenfalls, dass sie nicht nur aus einem einzigen Hotspot hervorgingen. Eventuell wurde der Magmenaufstieg durch Schwächezonen in der Lithosphäre kanalisiert und erleichtert.

## Geochemie

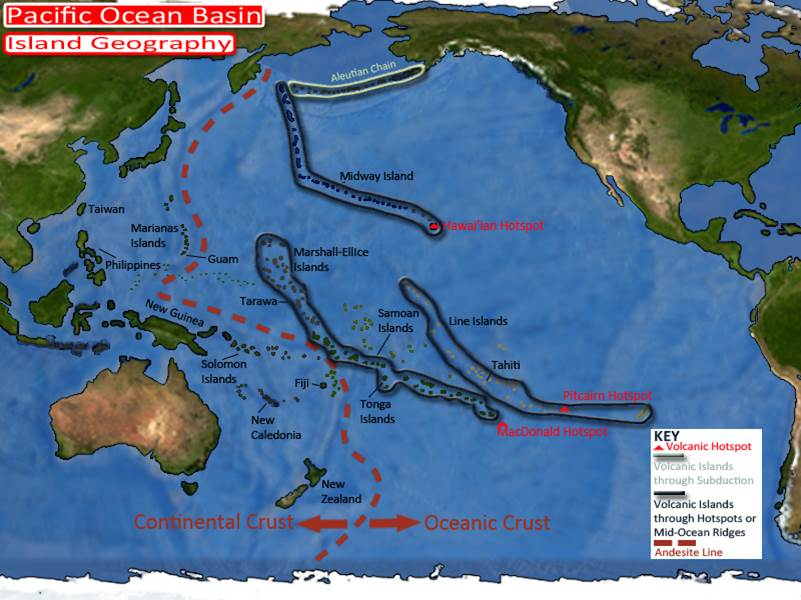
Hotspot-Provinzen im Pazifik. Der Arago-Hotspot gehört zur Macdonald-Provinz.

Die Pazifische Platte bewegte sich mit einer sehr hohen Geschwindigkeit von bis zu 120 Millimeter/Jahr über den Arago-Hotspot, wodurch mehrere Vulkane entstehen konnten und mit der Platte fortdrifteten. Die Bleiisotopenverhältnisse der Vulkanite des Arago-Hotspots besitzen eine deutliche HIMU-Komponente, sie sind daher sehr radiogen und ähneln den jüngeren Vulkaniten von Rurutu. Eventuell wurden auch Vulkanite des Arago-Hotspots wieder in den Erdmantel rezykliert und deren Schmelzen dann unter Magmen des nordöstlichen Lau-Beckens gemischt. Es besteht aber auch durchaus die Möglichkeit, dass Seamountmaterial zuerst in den Tonga-Graben subduziert wurde und später dann im Lau-Becken eruptierte (der Tonga-Graben liegt nämlich in der Nähe des rekonstruierten Hotspot-Verlaufs). Aber auch auf Tubai, das südöstlich vor dem Arago-Seamount situiert ist, wurden HIMU-Xenolithen entdeckt.

## Andere assoziierte Inseln und Seamounts
Rurutu ist älter und war im Miozän (Serravallium) vor 13 Millionen Jahren über dem Macdonald-Hotspot entstanden. Als es im Pleistozän vor 1 Million Jahre über den Arago-Hotspot glitt, ergossen sich Lavaströme basanitischer und hawaiitischer Zusammensetzung. Überdies wurden die Insel und ihr Saumriff um 150 Meter angehoben. Herausgehobene Korallenriffe (auch unter der Bezeichnung Makatea bekannt) hatten sehr früh (bereits im Jahr 1840) das Interesse von Geologen erweckt, welche über ihre Entstehungsursachen Spekulationen anstellten. Andere gehobene Atolle befinden sich nordwestlich von Rurutu und auch sie verdanken ihren Ursprung dem Arago-Hotspot.
Folgende Vulkaninseln sind sehr wahrscheinlich auf den Arago-Seamount zurückzuführen:
- Rurutu, herausgehoben vor zirka 1 Million Jahre.
- Die Seamounts ZEP 2-6, ZEP 2-7 und ZEP 2-8 in der Nähe von Rurutu, mit ähnlichem morphologischen Aufbau.[15]
- Rimatara.
- Seamount ZEP 2-12 in der Nähe von Rimatara, entstanden vor 2,6 Millionen Jahren.
- Mangaia, entstanden vor 19 Millionen Jahren. Wird auch mit dem Macdonald-Hotspot in Verbindung gebracht.

Eine mögliche Verbindung besteht zu:
- Îles Maria. Könnten derzeit auch einen anderen Hotspot überlagern.
- Mitiaro.
- Takutea.
- Manuae.
- Atiu und Mauke. Beide Inseln besitzen die HIMU-Komponente, jedoch abweichende Neodym-Isotopenverhältnisse.
- Palmerston.
- Mehrere Seamounts im westlichen Samoa, die zusammen mit Tuvalu zwischen 63 und 42 Millionen Jahren entstanden waren.[16]
- Tuvalu. Die Entstehung der Insel im Zeitraum 70 bis 50 Millionen Jahre ging dem „Knick“ im Verlauf der Seamountkette voraus, vergleichbar mit der Hawaii-Emperor-Kette. Isotopenverhältnisse von Spurenelementen unterstützen diese Vermutung.[17]
- Gilbertinseln, entstanden vor 70 bis 64 Millionen Jahren. Isotopendaten befürworten dies, dennoch muss in diesem Fall auf ein leichtes Verdriften des Arago-Hotspots geschlossen werden.
- Tokelau. Die Isotopenverhältnisse verweisen vielmehr auf eine genetische Beziehung zum Macdonald-Hotspot.[18] Plattenrekonstruktionen platzieren Tokelau ebenfalls über den Macdonald-Hotspot.
- Ratak-Kette der Marshallinseln, entstanden vor 100 bis 74 Millionen Jahren. Eine Theorie besagt, dass nicht nur der Arago-Hotspot, sondern auch noch andere Hotspots am stufenweisen Aufbau der Kette beteiligt waren. Eine Plattenrekonstruktion bedingt auch in diesem Fall ein Abwandern des Arago-Hotspots.
  - Hierzu gehören die Guyots Wodejebato und Limalok. Der Wodejebato-Guyot soll sich vor 85 Millionen Jahren über den Arago-Hotspot bewegt haben, eine Probe seines Vulkangesteins ergab ein Alter von 84,4 Millionen Jahren. Der Limalok-Guyot ist mit 75 Millionen Jahren etwas jünger und überquerte den Hotspot wesentlich später. Strontium- und Bleiisotopenverhältnisse vom Wodejebato-Guyot sind den Verhältniswerten des Arago-Seamounts sehr ähnlich.
  - Woden-Kopakut-Guyot. Er besitzt ein Alter von 83,8 bis 80,6 Millionen Jahre. Er soll sich vor 82 Millionen Jahren über den Arago-Hotspot bewegt haben.
  - Eniwetok und Lo-En-Guyot. Auch sie dürften den Pfad des Arago-Hotspots gequert haben. Für den Zeitraum ihres Überquerens (90 bis 85 Millionen Jahre) gibt es aber keine Indizien für Vulkanismus, ausgenommen Glasscherben vom Lo-En-Guyot aus dem Campanium.[19] Plattenrekonstruktionen ergeben aber für Lo-En eine viel zu weit südliche Lage.
- Die über 100 Millionen Jahre alte West Pacific Seamount Province.
- Die 150 bis 100 Millionen Jahre alten Marcus-Wake-Seamounts. Hierzu gehören der weniger als 87 Millionen Jahre alte Lamont-Guyot, der 97 Millionen Jahre alte Miami-Guyot und der 91 Millionen Jahre alte Wilde-Guyot.[20] Sowohl Isotopenverhältnisse als auch plattentektonische Rekonstruktionen lassen vermuten, dass die Marcus-Wake-Seamounts vom Arago-Hotspot erzeugt worden waren. Es konnten aber noch nicht alle Guyots beprobt werden.
- Der Vulkanismus im 117 Millionen Jahre alten Östlichen Marianenbecken.
- Doleritische Lagergänge, erbohrt 1992 auf dem Ozeanboden im Östlichen Marianenbecken, die ein Alter von 126,1 ± 0,6 Millionen Jahren aufweisen.[21] Ihre geochemische Zusammensetzung ist vergleichbar mit dem Chemismus des Arago-Seamounts und in Rekonstruktionen kommen sie über dem Arago-Seamount zu liegen.
- Der Himu- und der Golden-Dragon-Seamount, beide etwa 120 Millionen Jahre alt.[22] Mit ähnlicher Zusammensetzung wie der Arago-Seamount.

Die vulkanischen Lineamente enden im Marianengraben, älteres Material wurde aber möglicherweise im Forearc des Grabens akkretiert.
Die ältesten Vulkanbauten sind gut 120 Millionen Jahre alt. Sollte diese Datierung zutreffen, so wäre der Arago-Hotspot der älteste Hotspot im Pazifischen Ozean, noch vor dem Hawaii-Hotspot und dem Louisville-Hotspot. Diese Ansicht wird aber nicht von allen Geowissenschaftlern geteilt; es wird nämlich auch die Meinung vertreten, dass die Seamountkette in Wirklichkeit nur auf wenigen datierbaren Vulkanen beruhe und somit relativ kurzlebig war.
Tubuai liegt noch vor dem Arago-Hotspot im Südosten und wird erst in ein paar Millionen Jahren über ihn ziehen. Wie auch schon bei Rurutu der Fall wird es dann zu Hebung und erneuter vulkanischer Tätigkeit kommen.

## Photogalerie

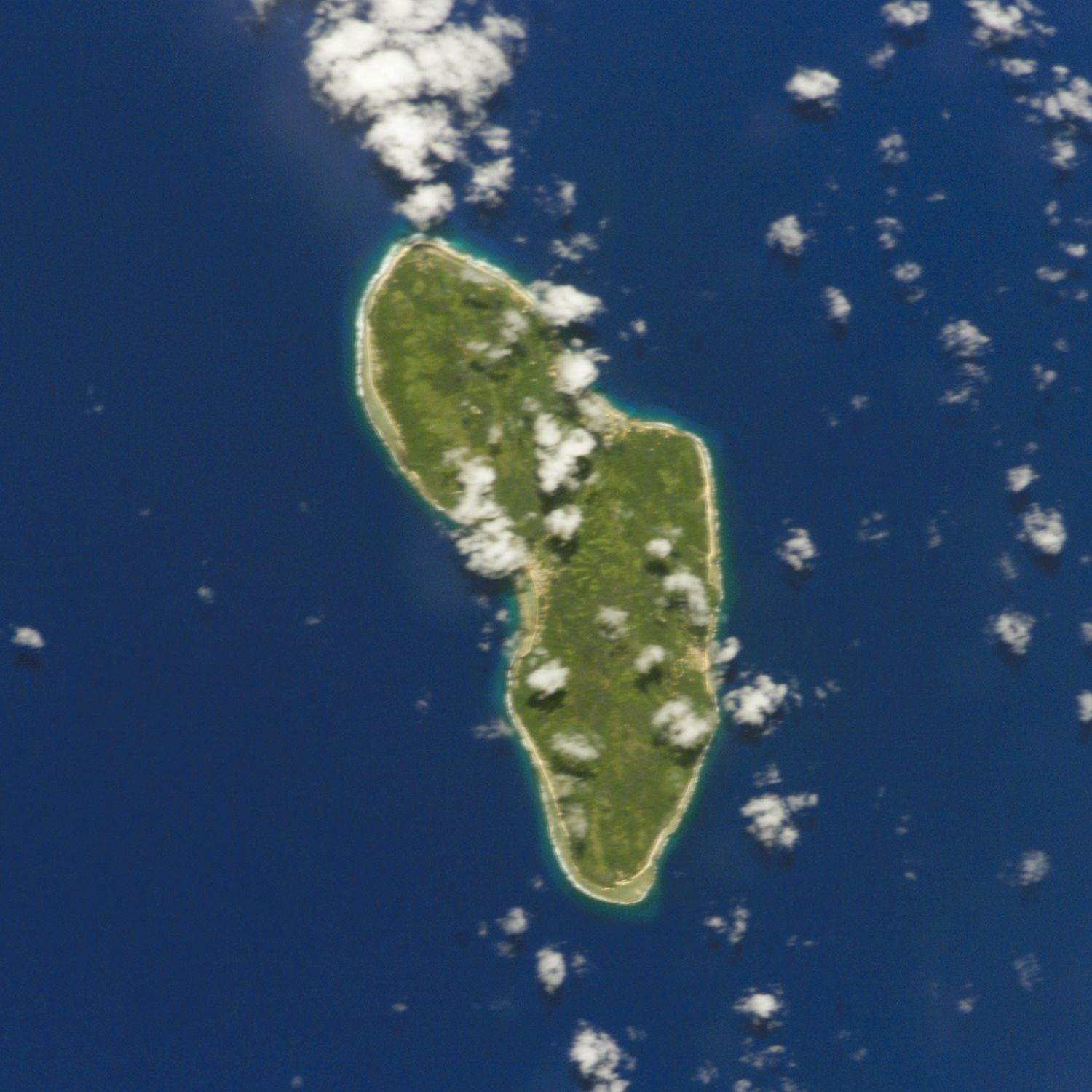
Rurutu
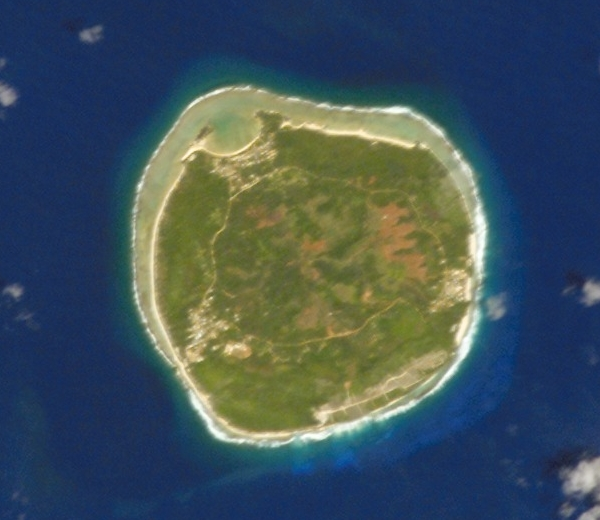
Rimatara
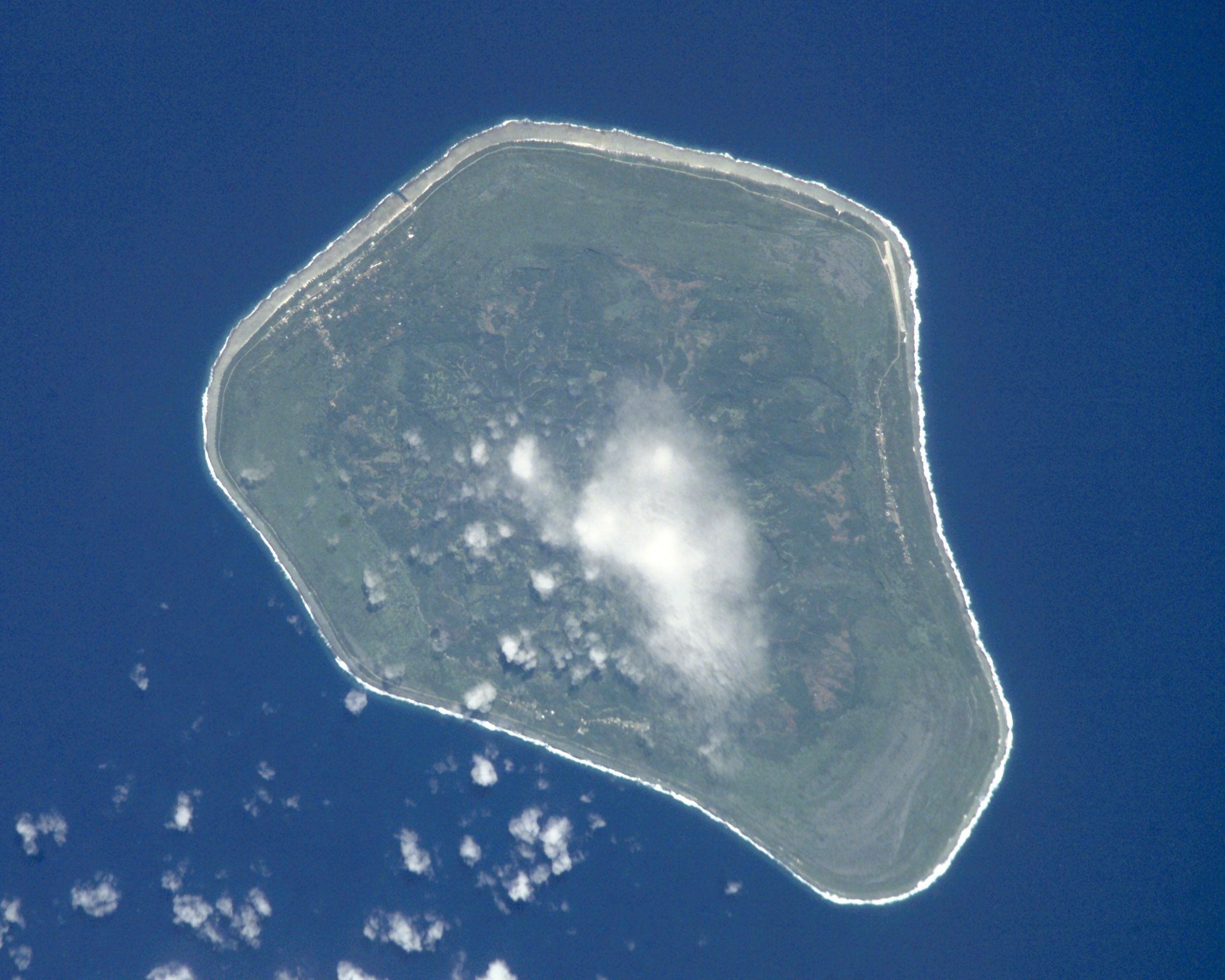
Mangaia
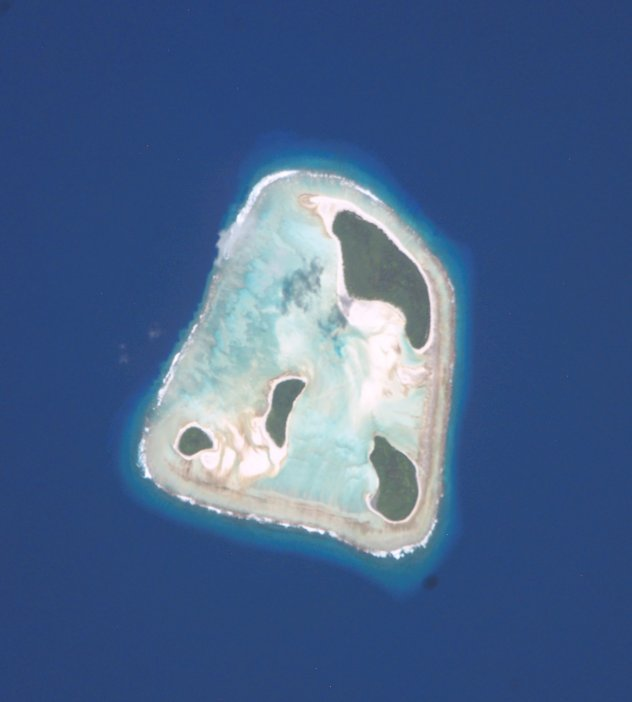
Îsles Maria
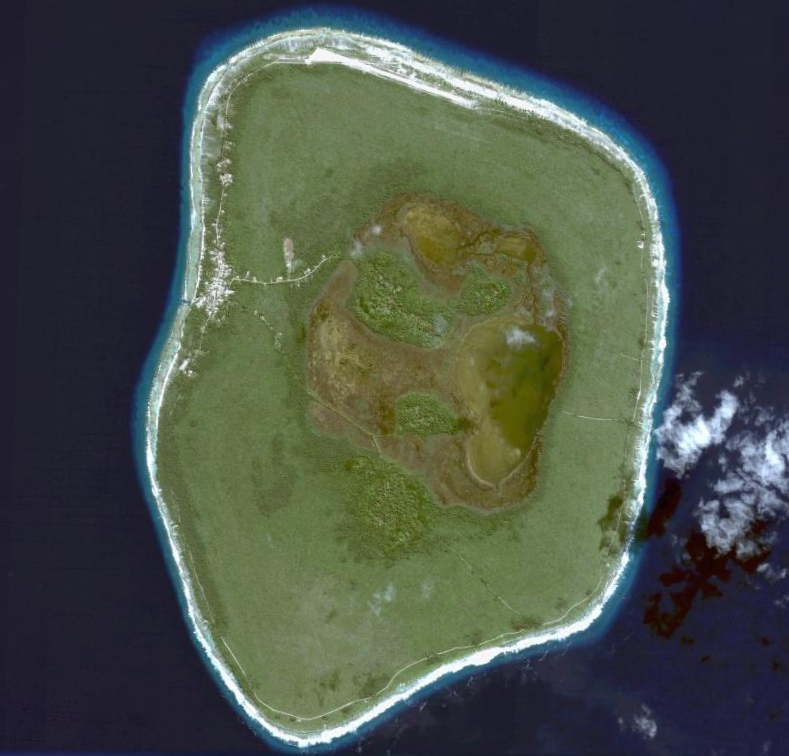
Mitiaro
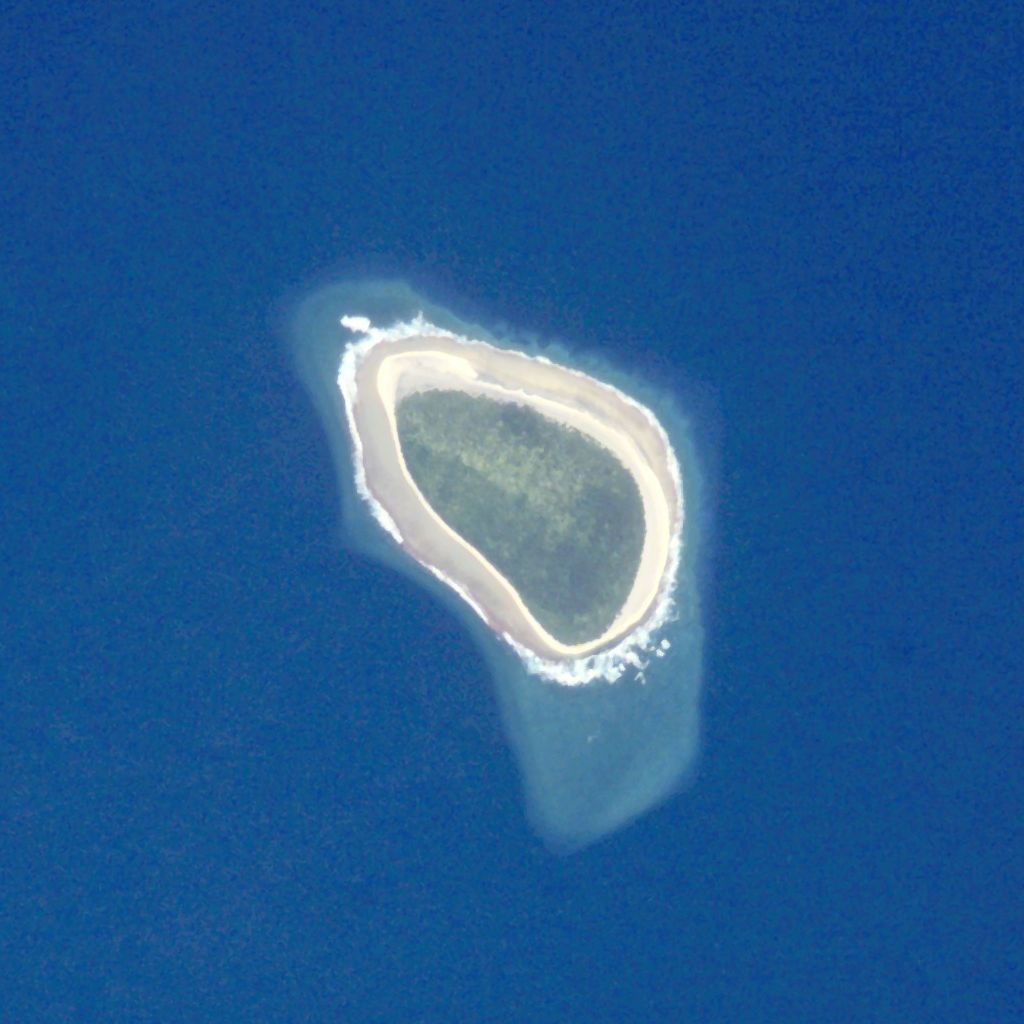
Takutea
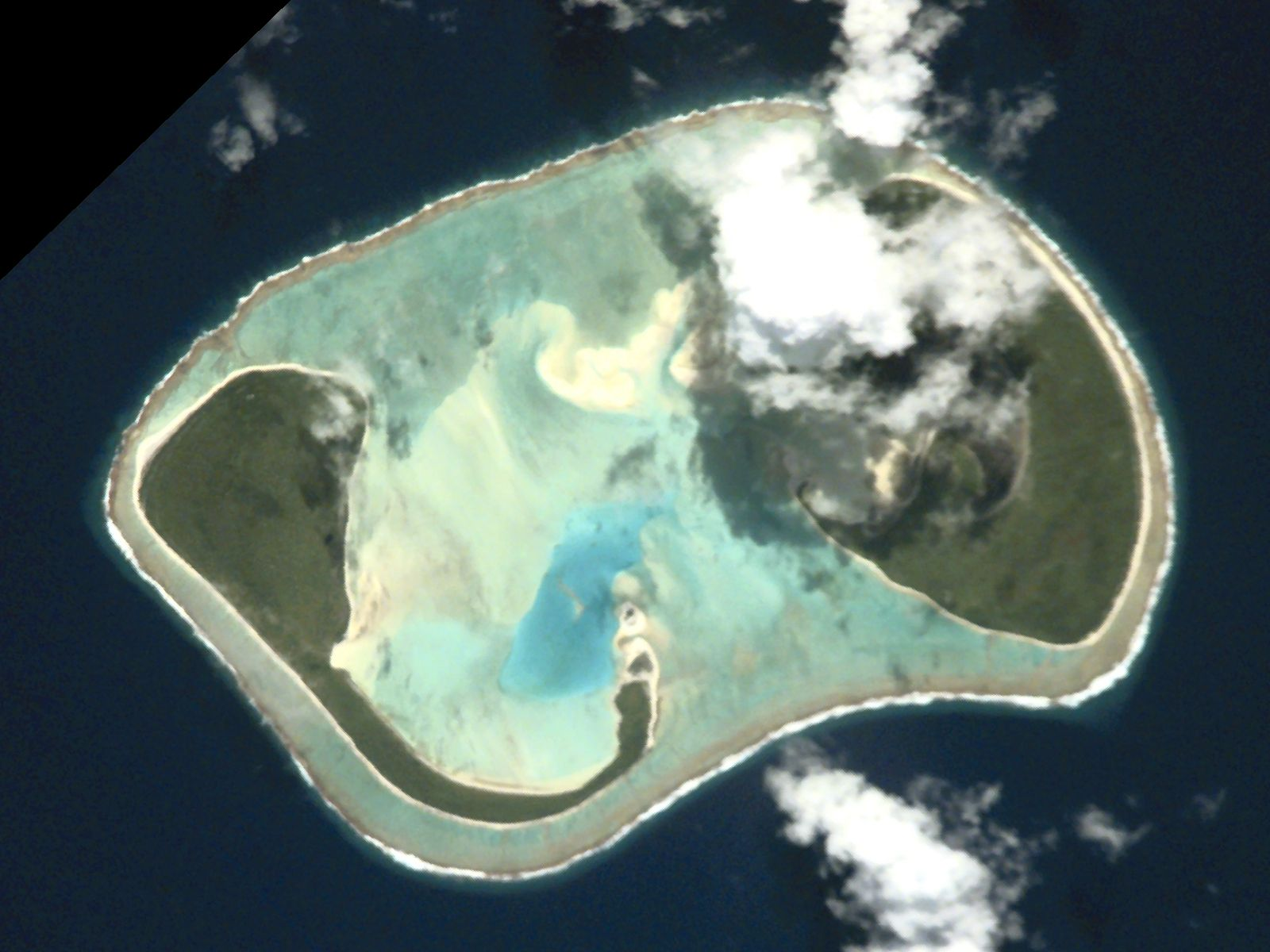
Manuae
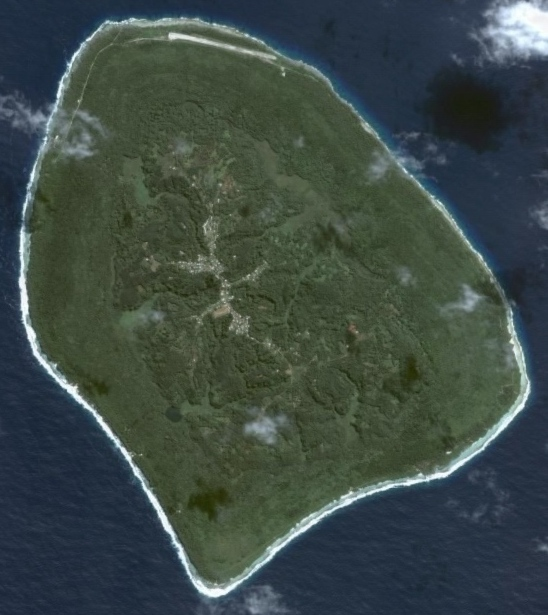
Atiu
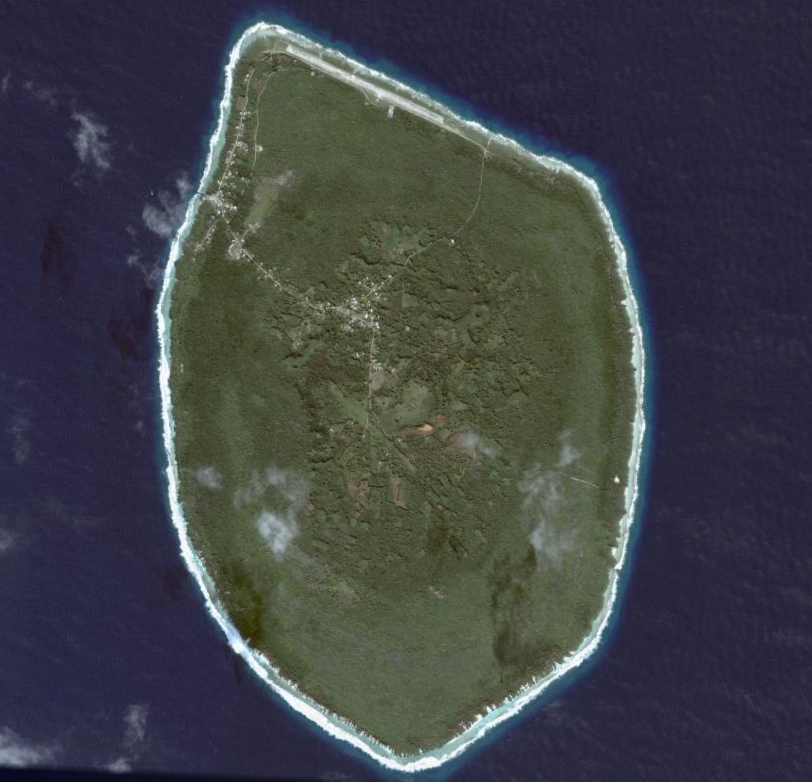
Mauke
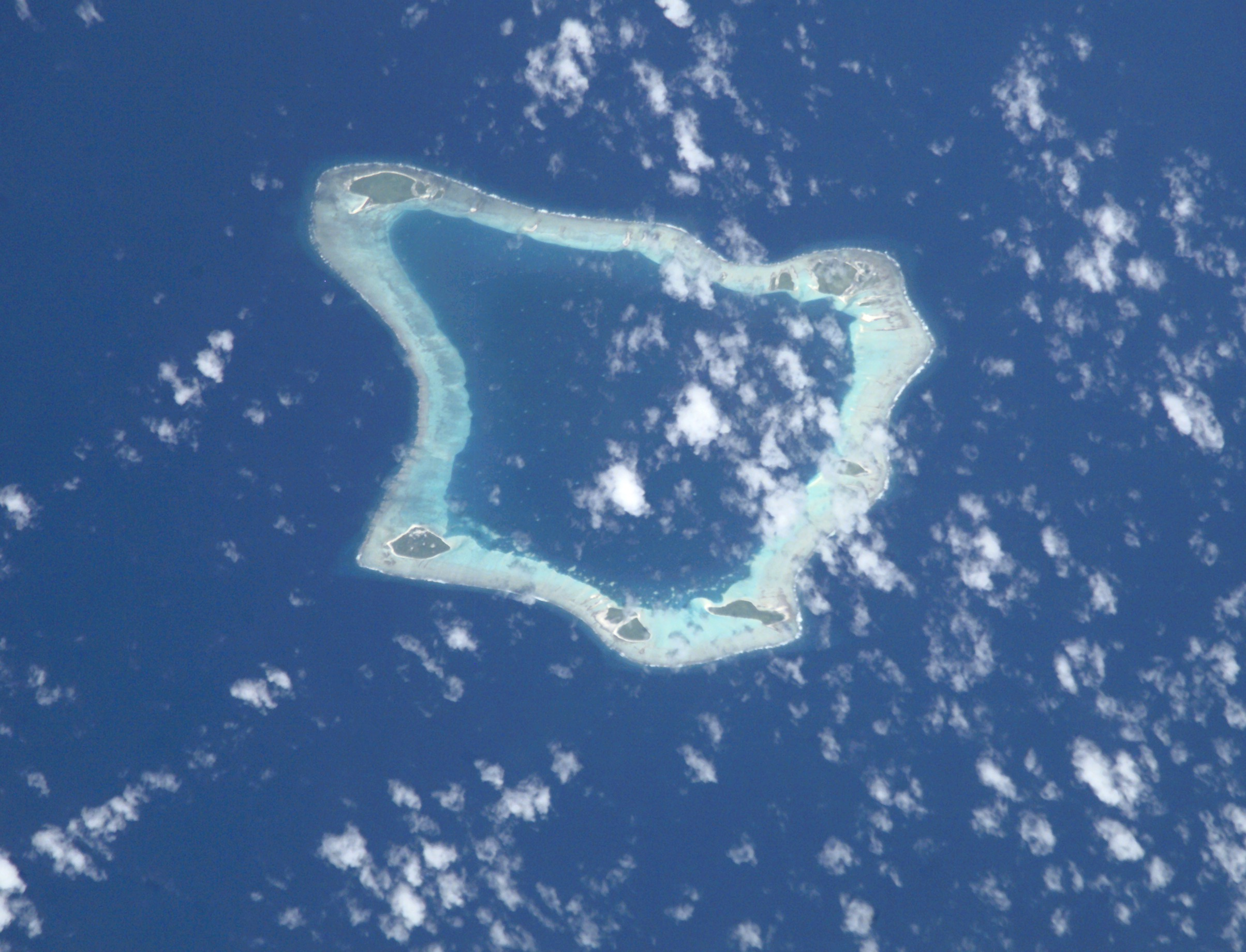
Palmerston-Atoll